# Nobuyuki Satō
Nobuyuki Satō (佐藤 信之, Satō Nobuyuki), né le 8 août 1972 à Kariya, est un athlète japonais spécialiste du Marathon. 

## Carrière

### Palmarès
| Date | Compétition           | Lieu    | Résultat | Performance     |
| ---- | --------------------- | ------- | -------- | --------------- |
| 1998 | Marathon de Fukuoka   | Fukuoka | 2e       | 2 h 08 min 48 s |
| 1999 | Championnats du monde | Séville | 3e       | 2 h 14 min 07 s |
| 2001 | Marathon de Pékin     | Pékin   | 4e       | 2 h 10 min 32 s |

### Records
| Épreuve  | Performance     | Lieu    | Date |
| -------- | --------------- | ------- | ---- |
| Marathon | 2 h 08 min 48 s | Fukuoka | 1998 |